# Schlumberger Limited
Schlumberger Limited es la mayor empresa del mundo de servicios a yacimientos petroleros. Schlumberger emplea aproximadamente 95,000 personas de 140 nacionalidades y trabajan en más de 85 países. Sus oficinas principales se encuentran en Houston, París, Londres, y La Haya.
Schlumberger se encuentra registrada en Willemstad, Curaçao como Schlumberger N.V. y sus acciones y bonos son negociados en el New York Stock Exchange, el Euronext de París, el London Stock Exchange y el SIX Swiss Exchange. Schlumberger forma parte del Fortune Global 500, estando ranqueada 287 en el 2016, y también en el 2016 se ubicaba en el puesto 176 del Forbes Global 2000.

## Historia

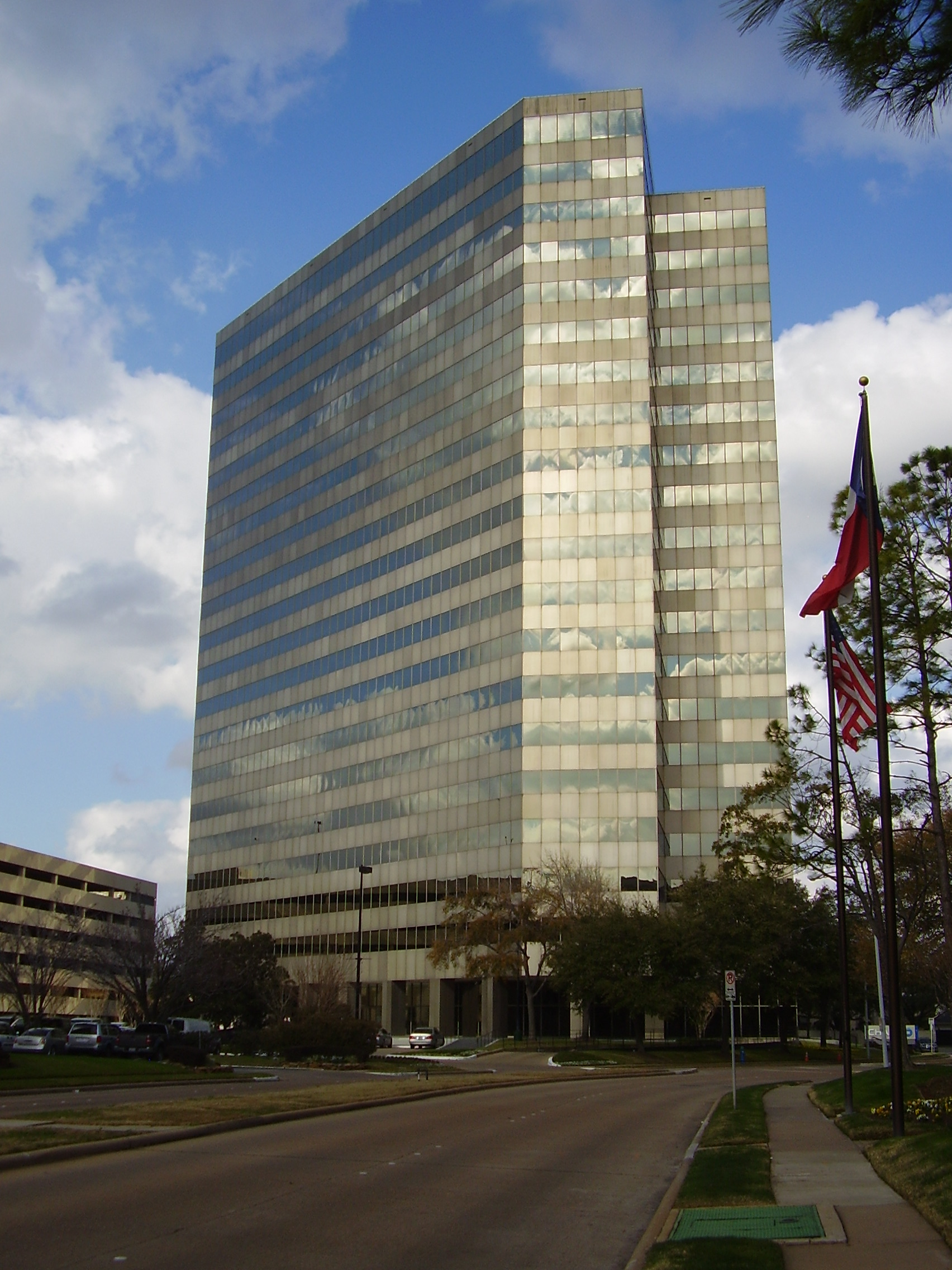
Sede central de Schlumberger en Houston.

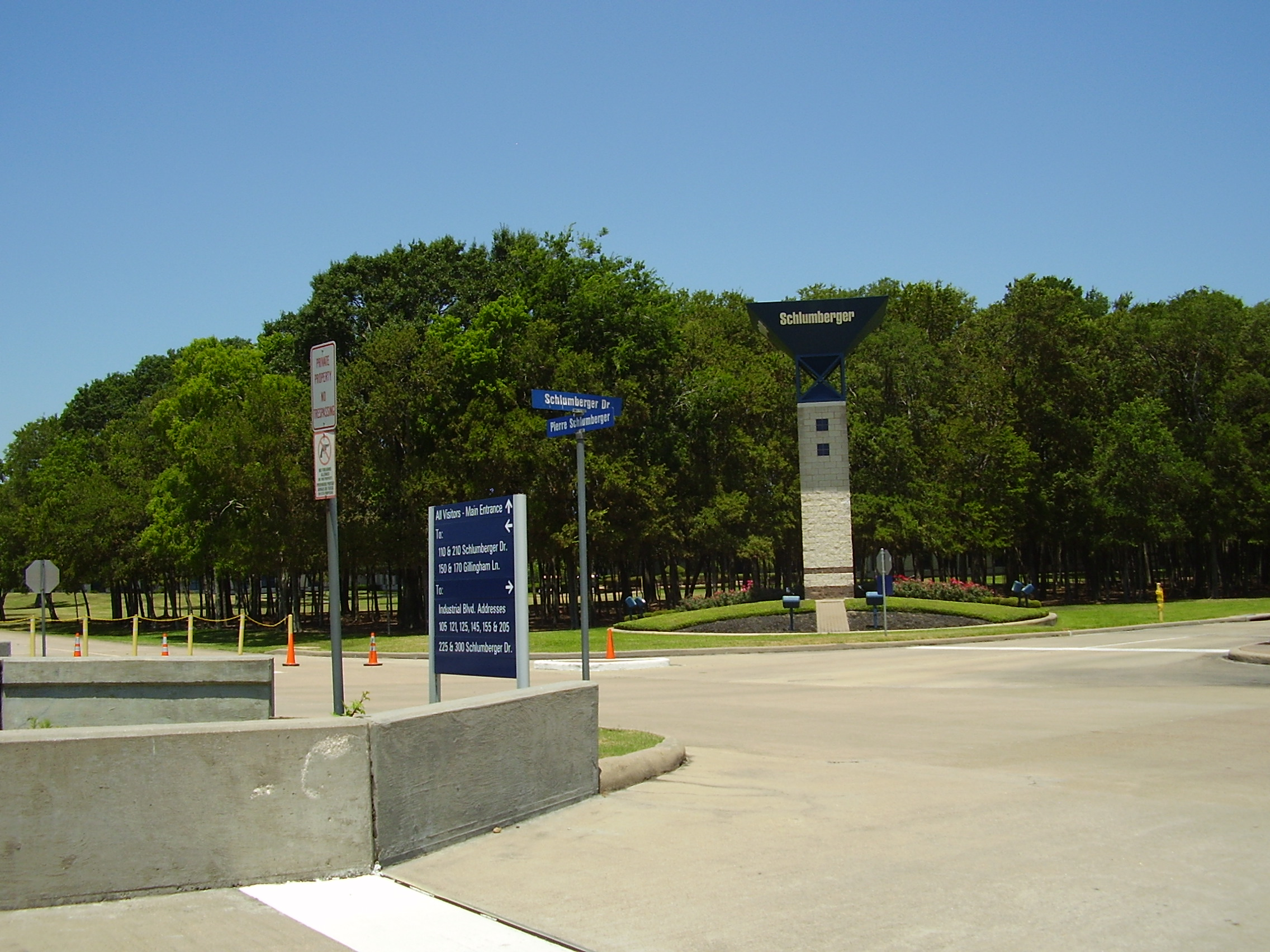
Complejo de Schlumberger en Sugar Land, Texas.

Schlumberger fue fundada en 1926 por los hermanos franceses Conrad y Marcel Schlumberger bajo el nombre de Société de prospection électrique (Empresa de Prospección Eléctrica). En 1927 en Merkwiller-Pechelbronn, Francia la empresa realizó el primer perfil de un pozo a nivel mundial en cuanto a su resistividad eléctrica. En la actualidad Schlumberger  provee servicios a la industria petrolera de adquisición y procesamiento de datos sísmicos, evaluación de formaciones, pruebas de perforación y perforaciones direccionales, cementado de pozos y estimulación, levantamiento artificial, completamiento de pozos, garantía de flujo y consultoría, y gestión de software e información. La empresa también provee servicios de extracción de aguas subterráneas y participa en las industrias de captura y almacenamiento de carbono.
Los hermanos tenían experiencia en realizar relevamientos geofísicos en países tales como Rumania, Canadá, Serbia, Sudáfrica, la República Democrática del Congo y los Estados Unidos. La nueva empresa vendía servicios de relevamiento mediante mediciones eléctricas, y en 1927 en Merkwiller-Pechelbronn, Francia realizó el primer perfilaje de pozo a nivel mundial mediante medición de resistividad eléctrica. La empresa creció con rapidez, realizando el perfil del primer pozo en Estados Unidos en 1929, en Kern County, California. En 1935, se funda la Schlumberger Well Surveying Corporation en Houston, que posteriormente se transforma en Schlumberger Well Services, y finalmente en Schlumberger Wireline & Testing. Schlumberger realizó una importante inversión en investigación, inaugurando en 1948 el Schlumberger-Doll Research Center en Ridgefield, Connecticut, que les permitió desarrollar diversas herramientas y técnicas novedosas para relevamiento de pozos. En 1956, se crea Schlumberger Limited como empresa holding de todas las ramas y negocios de Schlumberger, las que para esa época incluían a la empresa norteamericana de ensayos y producción Johnston Testers.
Con el transcurso de los años, Schlumberger continuó expandiendo sus operaciones y adquiriendo empresas. En 1960, se formó Dowell Schlumberger (50% Schlumberger, 50% Dow Chemical), la cual se especializó en servicios de bombeo para la industria del petróleo. En 1962, Schlumberger Limited comenzó a cotizar en el New York Stock Exchange. Ese mismo año, Schlumberger compró Daystrom, un fabricante de componentes electrónicos en South Boston, Virginia la cual fabricaba muebles cuando la división fue vendida a Sperry & Hutchinson en 1971. Schlumberger compró el 50% de Forex en 1964 y la fusionó con el 50% de Languedocienne para crear la empresa Neptune Drilling. En 1970 lanzó al mercado SARABAND el primer sistema computarizado de análisis de reservorio. El 50% restante de Forex fue adquirido al año siguiente; Neptune pasó a llamarse Forex Neptune Drilling Company. En 1979, Fairchild Camera and Instrument (incluido Fairchild Semiconductor) pasó a ser una subsidiaria de Schlumberger Limited.
En 1981 Schlumberger comenzó a implementar sus interconexiones de datos con correo electrónico. En 1983, Schlumberger inauguró su Cambridge Research Center en Cambridge, Inglaterra, el cual en el 2012 fue renombrado Schlumberger Gould Research Center en honor al ex-CEO de la empresa Andrew Gould.
En 1984 compró la empresa de perforación de pozos SEDCO y la mitad de Dowell, con los cuales crea el grupo de perforación Anadrill, una combinación de las divisiones de perforación de Dowell y The Analysts. Forex Neptune fue fusionada al año siguiente con SEDCO creando la Sedco Forex Drilling Company al año siguiente, cuando Schlumberger compra Merlin y el 50% de GECO.
En la década de 1970, los ejecutivos principales de la empresa en Estados Unidos se mudan a la ciudad de Nueva York.
En 1987, Schlumberger finaliza las compras de Neptune (Estados Unidos), Bosco y Cori (Italia), y Allmess (Alemania). Ese mismo año, National Semiconductor le compró a Schlumberger Fairchild Semiconductor por $122 millones. En 1991, Schlumberger compra PRAKLA-SEISMOS, y es pionera en el uso de geosteering para dirigir la ruta de perforación de los pozos horizontales.
En 1992 Schlumberger compra la empresa de software GeoQuest Systems. Con esta compra se realiza la conversión de SINet a TCP/IP y la compatibilidad www. En la década de 1990 Schlumberger compra la división de petróleo, AEG meter, y el grupo de estudio de reservorios ECLIPSE a Intera Technologies Corp. Como resultado de una joint venture entre Schlumberger y Cable & Wireless se crea la empresa Omnes, que pasa a gestionar todos los negocios internos de sistemas informáticos de Schlumberger. También se compran las empresas Oilphase y Camco International.
En 1999, Schlumberger y Smith International crean la joint venture, M-I L.L.C., la mayor empresa de mundo de fluidos (o barros) para perforación, su paquete accionario se compone de un 60% en manos de Smith International, y 40% de Schlumberger. Dado que la joint venture estaba prohibida por un decreto antitrust de consentimiento de 1994 que le prohibía a Smith vender o combinar sus unidades de negocios de fluidos con algunas empresas, entre las que estaba incluida Schlumberger, la Corte de Distrito en Washington D. C. determinó que Smith International Inc. y Schlumberger Ltd. eran culpables e impuso una multa de 750,000 dólares a cada empresa. Ambas empresas además acordaron pagar un total de 13.1 millones de dólares, lo que fue equivalente a desprenderse de todas las ganancias de la joint venture durante el periodo en que las empresas estuvieron en falta.